# Dème de Korónia (Thessalonique)
Le dème de Korónia, en grec moderne : Δήμος Κορώνειας / Dímos Korónias, est un ancien dème du district régional de Thessalonique, en Macédoine-Centrale, Grèce. Depuis 2010, il est fusionné au sein du dème de Langadás.
Selon le recensement de 2011, la population du dème s'élève à 4 092 habitants.